# 맷 베서

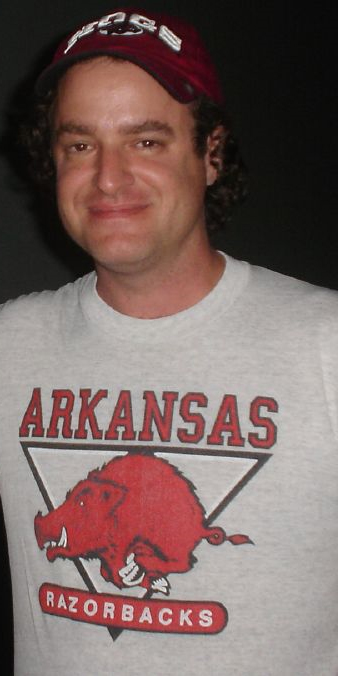

맷 베서(Matt Besser, 1967년 9월 22일 ~ )는 미국의 각본가, 텔레비전 배우, 팟케스터이다.
리틀록에서 태어났다.

## 방송
- 르노 911!

## 영화
- 팍스 앤 레크리에이션 시즌3 (2011년)
- 프릭 댄스 (2010년)
- 모던 패밀리 2 (2010년) - 제리 역
- 서기 1년 (2009년)
- 솔로이스트 (2009년)
- 맨 붑스 (2008년)
- 더 마이티 B! (2008년)
- 드릴빗 테일러 (2008년)
- 와일드 걸스 곤 (2007년)
- 워크 하드: 듀이 콕스 스토리 (2007년)
- 언데드 오어 얼라이브 (2007년)
- 준벅 (2005년)
- 르노 911! (2003년)
- 마틴 & 오로프 (2002년) - 론 역